# Thököly Mária
Késmárki gróf Thököly Mária (1656. június 2. – 1695. január 16. után) Thököly István felvidéki nagybirtokos és Gyulaffy Mária leánya, Thököly Imre húga.

## Ifjúkora
Thököly Mária 1656. június 2-án született, születésének helye ismeretlen. Negyedik gyermekként jött a világra, de két bátyja, Ádám (*1652. szeptember 30.) és István (*1654. május 2.) korán elhaltak, és nővére, Katalin után Mária volt a legidősebb leánytestvérek között. Hároméves korában félárvaságra jutott, ekkor halt meg ugyanis huszonkét éves édesanyja.
Apja, Thököly István 1664-től tagja volt a Wesselényi Ferenc nádor által szervezett Habsburg-ellenes összeesküvésnek, melyet nagy pénzösszegekkel támogatott. Ezért az összeesküvés felszámolásakor 1670. november végén a császári csapatok Heister tábornok vezetésével ostrom alá vették Árva várában. A védők már kétheti ostrom után, december 10-én kénytelenek voltak feladni a várat, miután a nagybeteg Thököly István az ostrom izgalmaiba december 4-én belehalt. Hívei fiát, Imrét halála után kiszöktették a várból, és a Liptó vármegyei Likava várába menekítették. Mária két nővérével, Katalinnal és Évával együtt, apja oldalán élte át a vár ostromát, majd a vár feladása után a megszálló német csapatok egy időre fogságba vetették őket.

## Első házassága
Thököly Mária az 1670-es években kötötte első házasságát, gersei Pethő Lászlóhoz ment férjhez, tényszerű adatok azonban nem maradtak fenn, férjét minden bizonnyal már 1685 előtt eltemette.

## Második házassága
A megözvegyült Thököly Mária másodszor is férjhez ment, 1683 októberében már gróf Nádasdy István felesége volt. Második férjével 1685 őszén látogatást tett sógorasszonyánál, Zrínyi Ilonánál a munkácsi várban (Zrínyi Ilona 1682 óta Mária öccsének, Thököly Imrének a felesége volt). Látogatásuk alatt azonban a császári csapatok Antonio Caraffa generális vezetésével körbekerítették a várat. Nádasdy István 1686. szeptember 10-én meghalt. Az özvegyen maradt Thököly Mária engedélyt kért a császári hadvezértől, hogy elhagyhassa az ostromlott várat. Caraffa megadta az engedélyt, és az özvegy november 2-án Munkácsról Kassára távozott.

## Harmadik házassága
A másodszor is megözvegyült Thököly Mária 1686 után harmadszor is férjhez ment, ismeretlen időpontban egy francia származású gróffal, az 1698-ban magyar honosságot nyert Tournon János Henrikkel (II. Rákóczi Ferenc későbbi diplomatájával) lépett házasságra. (Harmadik férje a régebbi genealógiai irodalomban tévesen Johann von Tarnowski lengyel grófként szerepel, ez azonban pusztán a névhasonlóság alapján történt téves azonosításra vezethető vissza.) A Rákóczi-szabadságharc idején már külön élt kalandor természetű férjétől, 1709 elején a Dunántúlon találjuk, élvezte Esterházy Antal dunántúli kuruc főkapitány pártfogását, akinek nagynénje volt.

## Származása
| késmárki gróf Thököly Mária (1656. június 2. – 1695. január 16. után) | Apja: késmárki gróf Thököly István (1623. február 5. – Árva vára, 1670. december 4.) felvidéki nagybirtokos | Apai nagyapja: késmárki báró Thököly István (1581. december 12. – 1651. november 8.) felvidéki nagybirtokos | Apai nagyapai dédapja: késmárki báró Thököly Sebestyén (1550 körül – 1607) felvidéki nagybirtokos                                                 |
| késmárki gróf Thököly Mária (1656. június 2. – 1695. január 16. után) | Apja: késmárki gróf Thököly István (1623. február 5. – Árva vára, 1670. december 4.) felvidéki nagybirtokos | Apai nagyapja: késmárki báró Thököly István (1581. december 12. – 1651. november 8.) felvidéki nagybirtokos | Apai nagyapai dédanyja: nagylúcsei báró Dóczy Zsuzsanna (1550 körül – 1596)                                                                       |
| késmárki gróf Thököly Mária (1656. június 2. – 1695. január 16. után) | Apja: késmárki gróf Thököly István (1623. február 5. – Árva vára, 1670. december 4.) felvidéki nagybirtokos | Apai nagyanyja: bethlenfalvi gróf Thurzó Katalin (1600 körül – 1647)                                        | Apai nagyanyai dédapja: bethlenfalvi gróf Thurzó György (Zsolnalitva, 1567. szeptember 2. – Nagybiccse, 1616. december 26.) nádor, örökös főispán |
| késmárki gróf Thököly Mária (1656. június 2. – 1695. január 16. után) | Apja: késmárki gróf Thököly István (1623. február 5. – Árva vára, 1670. december 4.) felvidéki nagybirtokos | Apai nagyanyja: bethlenfalvi gróf Thurzó Katalin (1600 körül – 1647)                                        | Apai nagyanyai dédanyja: coborszentmihályi báró Czobor Erzsébet (1572 – Szomolány, 1626. március 31.)                                             |
| késmárki gróf Thököly Mária (1656. június 2. – 1695. január 16. után) | Anyja: rátóti gróf Gyulaffy Mária (1637 – 1659. november 19.)                                               | Anyai nagyapja: rátóti gróf Gyulaffy Sámuel (1600 körül – ?) főispán                                        | Anyai nagyapai dédapja: rátóti gróf Gyulaffy László (? – Nagysurány, 1603. július 28.) udvari főkapitány                                          |
| késmárki gróf Thököly Mária (1656. június 2. – 1695. január 16. után) | Anyja: rátóti gróf Gyulaffy Mária (1637 – 1659. november 19.)                                               | Anyai nagyapja: rátóti gróf Gyulaffy Sámuel (1600 körül – ?) főispán                                        | Anyai nagyapai dédanyja: rimaszécsi gróf Széchy Kata (? – 1637. március)                                                                          |
| késmárki gróf Thököly Mária (1656. június 2. – 1695. január 16. után) | Anyja: rátóti gróf Gyulaffy Mária (1637 – 1659. november 19.)                                               | Anyai nagyanyja: iktári gróf Bethlen Anna (1600 körül – Kisszekeres, 1651)                                  | Anyai nagyanyai dédapja: iktári gróf Bethlen István (Marosillye, 1582 – Ecsed, 1648. január 10.) főispán, erdélyi fejedelem                       |
| késmárki gróf Thököly Mária (1656. június 2. – 1695. január 16. után) | Anyja: rátóti gróf Gyulaffy Mária (1637 – 1659. november 19.)                                               | Anyai nagyanyja: iktári gróf Bethlen Anna (1600 körül – Kisszekeres, 1651)                                  | Anyai nagyanyai dédanyja: nagymihályi gróf Csáky Krisztina (1570 körül – ?)                                                                       |

## Külső hivatkozások
- Angyal Dávid: Késmárki Thököly Imre, I-II. kötet. Budapest, 1888-1889.
- Bethlen Gábor Hagyományőrség Egyesület[halott link]
- Petrőczy Kata Szidónia levele nagynénjének, Nádasdy Istvánné Thököly Máriának[halott link]